# Kleiner Ursee
Der Kleine Ursee ist ein 5,5 Hektar großes Stillgewässer im Gebiet der Stadt Isny im Allgäu im baden-württembergischen Landkreis Ravensburg.

## Entstehung
Der See entstand, ebenso wie der weiter südlich liegende Große Ursee, in einem ehemaligen Toteisloch am Innenrand der äußeren Jungendmoräne.

## Lage
Er liegt auf einer Höhe von 694,9 m ü. NHN, rund 6,7 Kilometer nördlich von Isny und nordöstlich des Ortsteils Beuren.

Östlich der beiden Seen befindet sich das Moor- und Naturschutzgebiet „Taufach-Fetzachmoos“, ein sehr abwechslungsreiches Gebiet mit zahlreichen seltenen Tier- und Pflanzenarten. Die ursprünglich starken Höhenunterschiede im Gelände wurden durch den wachsenden Moorkörper nivelliert.

## Hydrologie
Das Einzugsgebiet des sich in Privatbesitz befindenden Kleinen Ursees hat eine Größe von rund 95 Hektar. Bei einer Größe von 5,5 Hektar, einer mittleren Tiefe von 3,5 Metern und einer maximalen Tiefe von 5,9 Metern beträgt das Seevolumen rund 192.000 Kubikmeter.
Gespeist wird der Kleine Ursee über fünf Entwässerungsgräben.

Der Ablauf erfolgt durch einen künstlichen Graben in den Großen Ursee und von dort über den Fetzachgraben, die Eschach, die Aitrach und die Iller in die Donau und damit in das Schwarze Meer.

## Ökologie
Seit 2000 sind Leutkirch im Allgäu (nur Einzugsgebiet) und Isny mit dem Kleinen Ursee am Aktionsprogramm zur Sanierung oberschwäbischer Seen beteiligt. Ein wichtiges Ziel dieses Programms ist es, Nährstoffeinträge in Bäche, Seen und Weiher zu verringern und die Gewässer dadurch in ihrem Zustand zu verbessern und zu erhalten.
Das Einzugsgebiet des Sees wird zu 50 Prozent für die Wald- und 35 Prozent für die Landwirtschaft – davon 100 % Grünland – genutzt.
| Jahr                                     | 2000 | 2004 | 2010 |
| Gesamt PO4-Phosphor (µg/l)               | 52   | 52   | 51   |
| Chlorophyll a (µg/l)                     | 23   | 29   | 9    |
| Chlorophyll a-Spitze (µg/l)              | 34   | 75   | 17   |
| Anorganischer Gesamt-Stickstoff a (mg/l) | 0,45 | -    | 0,55 |
| Sichttiefe (m)                           | 1,0  | 1,3  | 0,9  |